# La reina de los reveses
La reina de los reverses (en hangul, 역전의 여왕; en hanja, 逆轉의 女王) es una serie de televisión surcoreana emitida entre 2010-2011 y protagonizada por Kim Nam Joo, Jung Joon-ho, Park Si Hoo y Chae Jung Ahn.
Fue transmitida por MBC, desde el 18 de octubre de 2010 hasta el 1 de febrero de 2011, finalizando con una longitud de 31 episodios más un especial al aire las noches de los días lunes y martes a las 21:55 (KST). Anteriormente la actriz Kim Nam Joo y la escritora Park Ji Eun, habían trabajado juntas en la serie de 2009, La reina de las esposas.

## Argumento
Hwang Tae Hee (Kim Nam Joo) lleva una vida de ensueño; después de haber crecido en una familia rica, fácilmente alcanza un trabajo codiciado. Siempre fue una mujer fuerte, decidida y competitiva, también es exitosa y hermosa, pero carece de una cosa importante en su vida: un hombre.
Su demasiada adicción al trabajo, no logra hacer tiempo para tener un romance, ella se sorprende cuando se enamora de Bong Joon-soo (Jung Joon-ho). Ella no pierde el tiempo en que lo perseguían y no tardaron en casarse, pero cuando la luna de miel ha terminado, Tae Hee encuentra a su rival en el trabajo y su exmarido, Baek Yeo Jin (Chae Jung Ahn), haciéndose cargo de su puesto de trabajo.
Las cosas no son fáciles para Tae Hee mientras hace malabares con el cuidado de una hija en casa, el líder de un equipo en la misma empresa como su marido y Yeo Jin. Diferentes malentendidos crecen con el tiempo entre Tae Hee y Joon Soo, poniendo su matrimonio en peligro.
Mientras tanto, el arrogante e inmaduro de jefe de Tae Hee, Goo Yong Shik (Park Si Hoo), quien anteriormente desarrollo conflictos con ella, termina enamorándose perdidamente enamorado de ella.

## Reparto

### Personajes principales
- Kim Nam Joo como Hwang Tae Hee.
- Jung Joon-ho como Bong Joon-soo.
- Chae Jung Ahn como Baek Yeo Jin.
- Park Shi Hoo como Goo Yong Shik.
- Ha Yoo Mi como Han Song Yi.

### Personajes secundarios
Familia de Tae Hee
- Park Jung Soo como Na Young Ja.
- Kim Yong Gun como Padre de Tae Hee.
- Shin Soo Yun como So Ra (Hija).
- Han Yeo Woon como Hwang Yeon Hee.
- Kim Se Min como Esposo de Yeon Hee.

Familia de Jun Soo
- Yoo Ji In como Oh Mi Soon.
- Han Kyu Hee como Padre Jun Soo.
- Lee Joo Na como Bong Mi Geum.
- Lee Sun Young como Bong Soon Geum.
- Oh Na Ra como Bong Hae Geum.

Queens Group
- Choi Jung Woo como Goo Ho Seung.
- Kim Hye Jung como Jang Sook Jung.
- Kim Chang Wan como Mok Young Chul.
- Kim Yong Hee como Oh Dae Soo.
- Ahn Sang Tae como Kang Dong Won.
- Kang Rae Yun como So Yoo Kyung.
- Ga Deuk Hee como Bu Min Ah.
- Choi Yoon Young como Ki Ppeum.
- Oh Soo Min como Hyun Joo.
- Ryu Je Hee como Secretaria de Song Yi.
- Im Ji Kyu como Kang Woo.
- Son Gun Woo como Chu Sang Chul.
- Yoo Tae Woong como Goo Yong Chul.
- Jung Soo Young como Ji Hwa Ja.
- Kim Seung Woo como Guardia de seguridad.
- Lee Bong Won.

### Otros personajes
- Yang Jin Woo como Oficial de policía Sun Woo Hyuk.
- Jung Joon Won como Chico del apartamento (Ep. 26).
- Choi Min como Ryu Jung Hoon.

## Recepción

### Audiencia
| Ep. #    | Fecha original de emisión | Share        | Share        | Share       | Share       |
| Ep. #    | Fecha original de emisión | TNmS Ratings | TNmS Ratings | AGB Nielsen | AGB Nielsen |
| Ep. #    | Fecha original de emisión | Nacional     | Seúl         | Nacional    | Seúl        |
| -------- | ------------------------- | ------------ | ------------ | ----------- | ----------- |
| 1        | 18 de octubre de 2010     | 9.6 %        | 10.2 %       | 10.4 %      | 11.6 %      |
| 2        | 19 de octubre de 2010     | 8.4 %        | 9.2 %        | 8.9 %       | 10.5 %      |
| 3        | 25 de octubre de 2010     | 8.8 %        | 10.0 %       | 9.2 %       | 11.0 %      |
| 4        | 26 de octubre de 2010     | 9.0 %        | 9.7 %        | 9.8 %       | 11.7 %      |
| 5        | 1 de noviembre de 2010    | 8.5 %        | 9.6 %        | 10.5 %      | 12.7 %      |
| 6        | 2 de noviembre de 2010    | 9.6 %        | 10.7 %       | 11.0 %      | 12.9 %      |
| 7        | 8 de noviembre de 2010    | 10.0 %       | 11.2 %       | 10.8 %      | 12.4 %      |
| 8        | 9 de noviembre de 2010    | 10.4 %       | 11.4 %       | 12.3 %      | 14.9 %      |
| 9        | 15 de noviembre de 2010   | 13.8 %       | 14.9 %       | 16.7 %      | 19.5 %      |
| 10       | 16 de noviembre de 2010   | 9.8 %        | 10.4 %       | 11.4 %      | 13.5 %      |
| 11       | 22 de noviembre de 2010   | 9.2 %        | 10.6 %       | 11.5 %      | 14.4 %      |
| 12       | 23 de noviembre de 2010   | 9.2 %        | 9.7 %        | 11.3 %      | 13.2 %      |
| 13       | 29 de noviembre de 2010   | 9.2 %        | 10.4 %       | 9.9 %       | 12.2 %      |
| 14       | 30 de noviembre de 2010   | 10.0 %       | 11.0 %       | 10.8 %      | 12.3 %      |
| 15       | 6 de diciembre de 2010    | 9.2 %        | 10.4 %       | 9.8 %       | 11.5 %      |
| 16       | 7 de diciembre de 2010    | 8.5 %        | 9.5 %        | 9.8 %       | 12.1 %      |
| 17       | 13 de diciembre de 2010   | 11.8 %       | 12.5 %       | 14.5 %      | 17.2 %      |
| 18       | 14 de diciembre de 2010   | 12.8 %       | 14.0 %       | 14.6 %      | 16.6 %      |
| 19       | 20 de diciembre de 2010   | 13.3 %       | 14.6 %       | 15.0 %      | 17.9 %      |
| 20       | 21 de diciembre de 2010   | 14.6 %       | 15.7 %       | 14.9 %      | 17.3 %      |
| 21       | 27 de diciembre de 2010   | 11.1 %       | 12.0 %       | 13.7 %      | 16.4 %      |
| 22       | 28 de diciembre de 2010   | 14.6 %       | 15.7 %       | 16.6 %      | 18.9 %      |
| 23       | 3 de enero de 2011        | 11.0 %       | 14.9 %       | 14.2 %      | 16.8 %      |
| 24       | 4 de enero de 2011        | 11.9 %       | 14.8 %       | 15.6 %      | 17.7 %      |
| 25       | 10 de enero de 2011       | 12.1 %       | 17.0 %       | 15.7 %      | 18.9 %      |
| 26       | 11 de enero de 2011       | 12.8 %       | 16.8 %       | 17.4 %      | 20.8 %      |
| 27       | 17 de enero de 2011       | 11.9 %       | 15.2 %       | 14.7 %      | 17.2 %      |
| 28       | 24 de enero de 2011       | 11.1 %       | 13.8 %       | 15.2 %      | 19.0 %      |
| 29       | 25 de enero de 2011       | 10.0 %       | 11.6 %       | 13.8 %      | 16.3 %      |
| 30       | 31 de enero de 2011       | 11.0 %       | 13.6 %       | 15.0 %      | 18.8 %      |
| 31       | 1 de febrero de 2011      | 11.4 %       | 13.4 %       | 15.3 %      | 19.0 %      |
| Promedio | Promedio                  | 10.8 %       | 12.4 %       | 12.9 %      | 15.4 %      |

## Premios y nominaciones
| Año  | Categoría                   | Premio          | Trabajo      | Resultado |
| ---- | --------------------------- | --------------- | ------------ | --------- |
| 2010 | Top Excellence Award, Actor | MBC Drama Award | Jung Joon-ho | Ganó      |

## Emisión internacional
- Bolivia: RTP Bolivia (2015).
- China: Hunan TV y STAR Xing Kong.
- Ecuador: Ecuador TVTeleamazonas(2019)
- Estados Unidos: Pasiones TV (2015).[6]
- Hong Kong: TVB Jade y TVB8.
- Japón: Fuji TV.
- Panamá: SERTV.
- Perú: Panamericana Televisión.
- Singapur: VV Drama.
- Taiwán: ETTV.